# Samoskworezkaja-Linie
Die Samoskworezkaja-Linie (russisch Замоскворецкая линия), auch „Linie 2“ oder „(Dunkel-)grüne Linie“ genannt, ist die zweite eigenständige Linie der Metro Moskau und stellt eine wichtige Nord-Süd-Verbindung im U-Bahn-System der russischen Hauptstadt Moskau dar.

## Stationen
- Chowrino (Ховрино)
- Belomorskaja (Беломорская)
- Retschnoi Woksal (Речной вокзалⓘ/?)
- Wodny Stadion (Водный стадионⓘ/?)

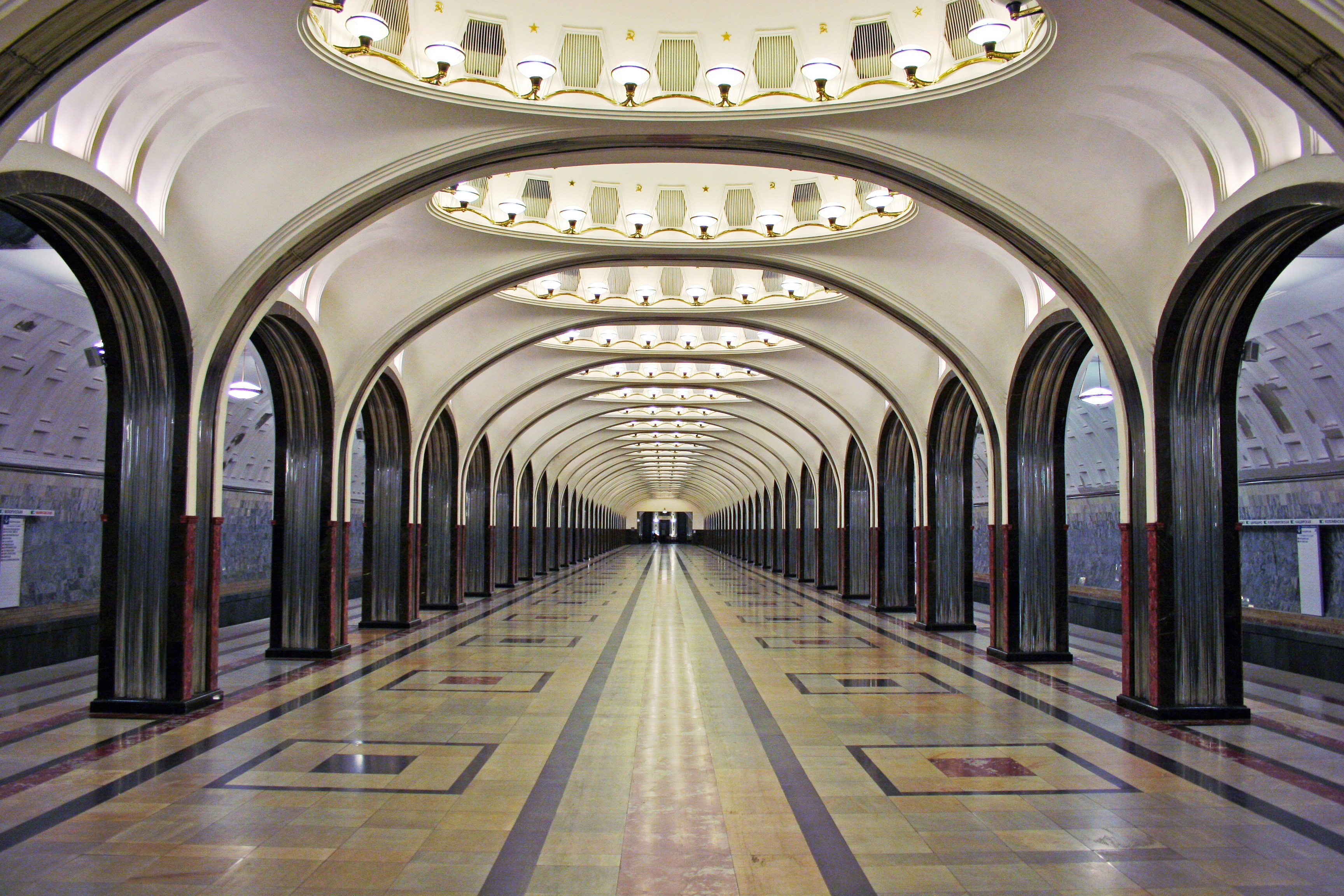
Station Majakowskaja

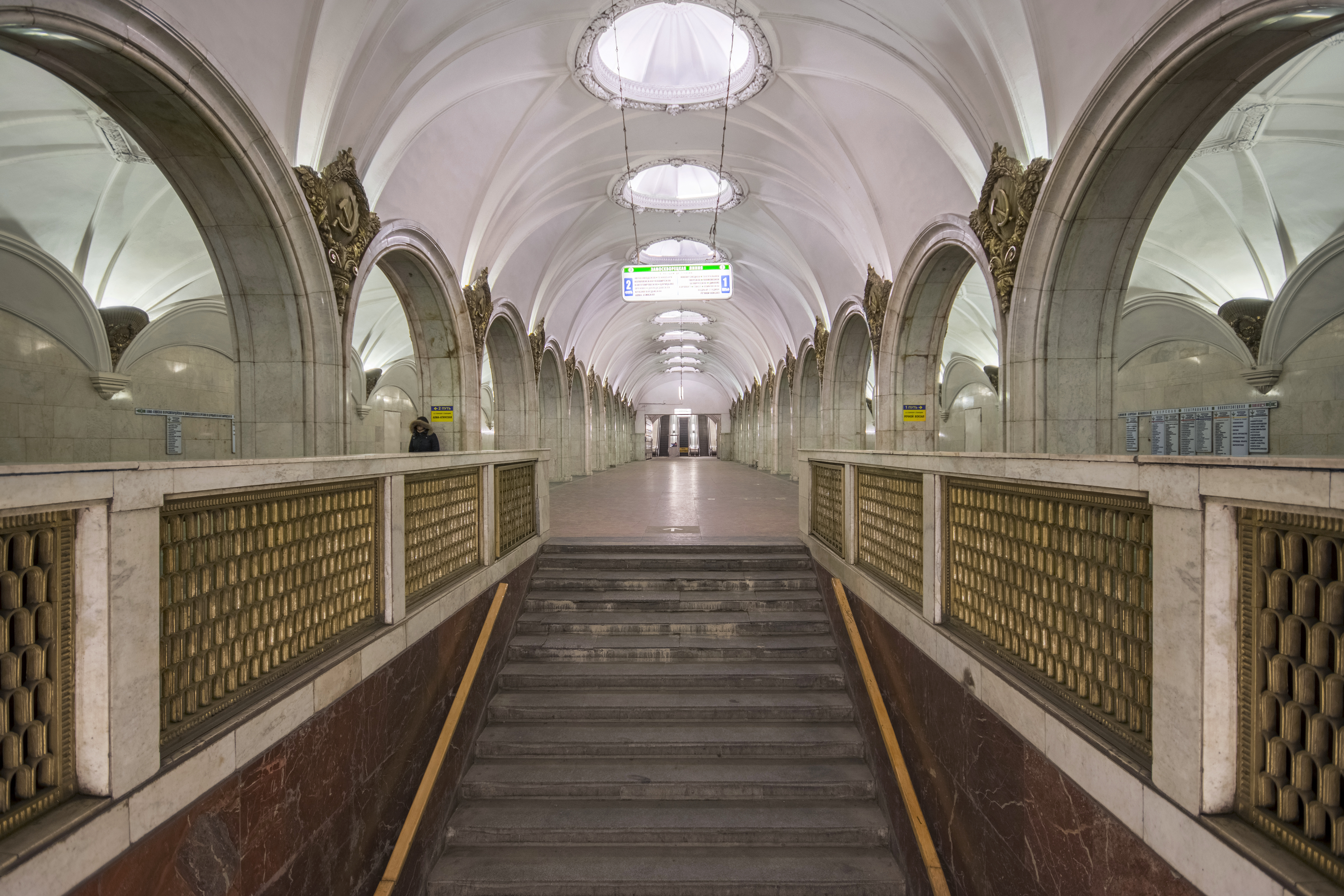
Station Pawelezkaja

- Woikowskaja (Войковскаяⓘ/?), Umsteigemöglichkeit zum Haltepunkt Baltijskaja des Moskauer Zentralrings (Linie 14)
- Sokol (Соколⓘ/?)
- Aeroport (Аэропортⓘ/?)
- Dinamo (Динамоⓘ/?), Umsteigemöglichkeit zur gemeinsamen Station Petrowski park der Linie 8A und der Großen Ringlinie (Linie 11)
- Belorusskaja (Белорусскаяⓘ/?), Umsteigemöglichkeit zur gleichnamigen Station der Ringlinie
- Majakowskaja (Маяковскаяⓘ/?)
- Twerskaja (Тверскаяⓘ/?), Umsteigemöglichkeit zu den Stationen Puschkinskaja der Linie 7
und Tschechowskaja der Linie 9
- Teatralnaja (Театральнаяⓘ/?), Umsteigemöglichkeit zu den Stationen Ochotny Rjad der Linie 1 und Ploschtschad Rewoljuzii der Linie 3
- Nowokusnezkaja (Новокузнецкаяⓘ/?), Umsteigemöglichkeit zu der Station Tretjakowskaja der Linien 6 und 9
- Pawelezkaja (Павелецкаяⓘ/?), Umsteigemöglichkeit zur gleichnamigen Station der Ringlinie
- Awtosawodskaja (Автозаводскаяⓘ/?), Umsteigemöglichkeit zum gleichnamigen Haltepunkt des Moskauer Zentralrings (Linie 14)
- Technopark (Технопарк)
- Kolomenskaja (Коломенскаяⓘ/?)
- Kaschirskaja (Каширскаяⓘ/?), Umsteigemöglichkeit zur gleichnamigen Station der Linie 11A
- Kantemirowskaja (Кантемировскаяⓘ/?)
- Zarizyno (Царицыноⓘ/?)
- Orechowo (Ореховоⓘ/?)
- Domodedowskaja (Домодедовскаяⓘ/?)
- Krasnogwardeiskaja (Красногвардейскаяⓘ/?), Umsteigemöglichkeit zur Station Sjablikowo der Linie 10
- Alma-Atinskaja (Алма-Атинская)

## Depot und Fahrzeuge
Die Linie wird von drei Depots bedient. Das älteste ist das Depot Sokol aus dem Eröffnungsjahr 1938, das Depot Samoskworezkoje kam 1969 sowie das Depot Bratejewo 2014 hinzu. Alle Depots führen (seit 1988 ausschließlich) Züge verschiedener Modifikationen der Baureihe 81-717/714, die auf dieser Linie bereits seit ihrer Entwicklung Ende der 1970er Jahre zum Einsatz kommen. Aufgrund der intensiven Nutzung der Linie werden ausschließlich Züge mit jeweils acht Waggons eingesetzt; um dies zu ermöglichen, mussten Ende der 1980er Jahre bei den beiden noch aus den Anfangszeiten der Linie stammenden Stationen Majakowskaja und Pawelezkaja sogar die Bahnsteige um wenige Meter verlängert werden.

## Geschichte

### Chronologie
- 11. September 1938: Inbetriebnahme des 8,5 km langen ersten Abschnitts von Sokol bis Teatralnaja.
- 1. Januar 1943: Die Linie wird um 6,2 km nach Süden verlängert, es entsteht die Station Awtosawodskaja.
- 20. November 1943: Auf dem knapp ein Jahr zuvor eröffneten Abschnitt werden nachträglich die beiden Stationen Nowokusnezkaja und Pawelezkaja fertiggestellt.
- 31. Dezember 1964: Weitere Verlängerung um 6,2 km, diesmal am nördlichen Ende bis zur Station Retschnoi Woksal.
- 11. August 1969: Die Linie wird von der Station Awtosawodskaja aus erneut verlängert. Auf dem 9,5 km langen Abschnitt liegen die neuen Stationen Kolomenskaja, Kaschirskaja, Warschawskaja und Kachowskaja, wobei die letzteren beiden Stationen später aus der Linie ausgegliedert werden (1985 als Abzweig, 1995 als eigenständige Linie, erster Teil einer zweiten Ringlinie). Kurz vor Kolomenskaja befindet sich der einzige oberirdische Abschnitt der Linie, wo sie die Moskwa überquert.
- 20. Juli 1979: Auf der seit der Linieneröffnung bestehenden Strecke zwischen den Stationen Majakowskaja und Teatralnaja wird die neue Station Twerskaja errichtet.
- 9. Februar 1985: Eröffnung der 6,4 km langen Strecke von Kaschirskaja nach Orechowo. Die alte Strecke nach Kachowskaja wird zum Abzweig der Linie; die Züge befahren ihn und die neue Stammstrecke nun im Wechsel.
- 7. September 1985: 3,4 km lange Verlängerung von Orechowo Richtung Süden. Die Stationen Domodedowskaja und Krasnogwardeiskaja gehen in Betrieb.
- 20. November 1995: Der Abzweig Kaschirskaja–Kachowskaja ist nicht mehr Bestandteil der Linie 2, sondern wird zur eigenständigen Linie (Kachowskaja-Linie). Diese Ausgliederung wurde durch die zunehmende Überlastung der Stammstrecke notwendig. An der Station Kaschirskaja besteht zwischen den beiden Linien eine Umsteigemöglichkeit jeweils am gleichen Bahnsteig.
- 24. Dezember 2012: Verlängerung der Linie am südlichen Ende um eine Station bis Alma-Atinskaja
- 15. Januar 2014: Aufnahme des regulären Betriebs des Depots Bratejewo
- 28. Dezember 2015: Eröffnung der oberirdischen Station Technopark zwischen den bestehenden Stationen Awtosawodskaja und Kolomenskaja
- 31. Dezember 2017: Verlängerung der Linie in nördlicher Richtung von Retschnoi Woksal bis Chowrino um 2,9 km
- 20. Dezember 2018: Inbetriebnahme der Station Belomorskaja zwischen Retschnoi Woksal und Chowrino

### Umbenennungen von Stationen
Folgende Stationen der Linie wurden in der Zeit nach ihrer Fertigstellung umbenannt:
- die Station Twerskaja hieß bis 1990 Gorkowskaja
- die Station Teatralnaja hieß bis 1990 Ploschtschad Swerdlowa
- die Station Awtosawodskaja hieß bis 1956 Sawod imeni Stalina
- die Station Zarizyno hieß bis 1990 Lenino

Die Linie selbst wurde im Zuge der großen „antikommunistischen“ Umbenennungskampagne 1990 ebenfalls umbenannt, und zwar von Gorkowsko-Samoskworezkaja in Samoskworezkaja.

## Ausbauplanungen
Ein weiterer Ausbau der Linie ist gegenwärtig (Stand April 2019) nicht geplant. Von einer zwischenzeitlich diskutierten Verlängerung nach Norden in die jenseits des Moskauer Autobahnrings anschließende Stadt Chimki wurde Abstand genommen, um die Linie nicht zu überlasten. Als Alternative soll bis 2021 an der unweit der Endstation Chowrino vorbeiführenden Bahnstrecke Sankt Petersburg–Moskau zwischen den bestehenden Elektritschka-Haltepunkten Chowrino und Lewobereschnaja der Haltepunkt Chowrino-2 errichtet werden, um dort einen Übergang zwischen Metro und Vorortzügen in Richtung Chimki und weiter nach Norden zu ermöglichen.